# جو کانازاوا
جو کانازاوا (انگلیسی: Jo Kanazawa؛ زادهٔ ۹ ژوئیهٔ ۱۹۷۶) بازیکن فوتبال اهل ژاپن است.
از باشگاه‌هایی که در آن بازی کرده‌است می‌توان به باشگاه فوتبال جوبیلو ایواتا، باشگاه فوتبال توکیو، و باشگاه فوتبال جوبیلو ایواتا اشاره کرد.